# Tetrastigma curtisii
Tetrastigma curtisii är en vinväxtart som först beskrevs av Henry Nicholas Ridley, och fick sitt nu gällande namn av Karl Suessenguth. Tetrastigma curtisii ingår i släktet Tetrastigma och familjen vinväxter. Inga underarter finns listade i Catalogue of Life.